# Heinz-Steyer-Stadion

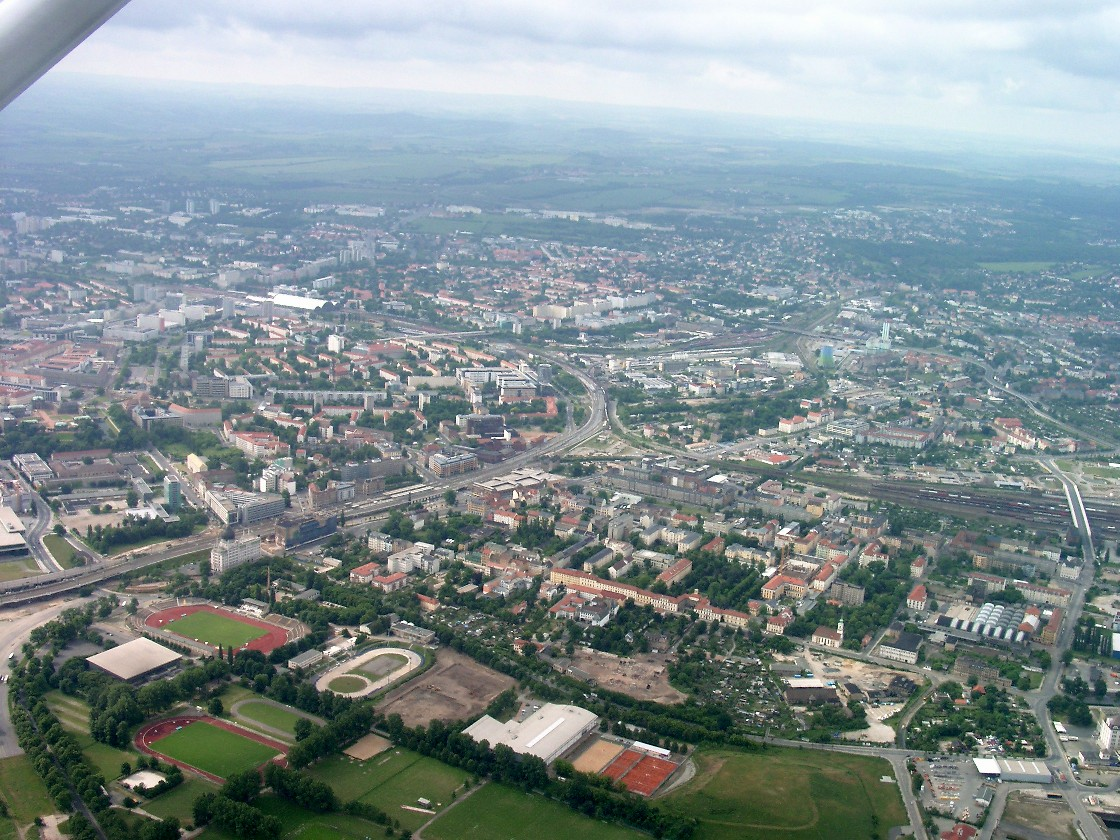
Sportkomplexet Ostragehege och Friedrichstadt - Heinz-Steyer-Stadion syns i bildens nedre vänstra kant.

Heinz-Steyer-Stadion, även kallad Stadion i Ostragehege, är en arena för fotboll och friidrott, Dresden, Tyskland.
Stadion är en del av Sportkomplexet i Ostragehege, som bland annat även innehåller en inomhusarena för ishockey. Stadion är den nästa största stadion i Dresden efter Rudolf-Harbig-Stadion. Stadion används bland annat av fotbollsklubben Dresdner SC.
Stadion öppnade 1919. Publikrekordet innan ombyggnation är 65 000 åskådare och sattes 26 maj 1934 vid landskampen Tyskland och Tjeckoslovakien. Stadion har idag en publikkapacitet på 24 000 åskådare.